# Dennis Showalter
Dennis Edwin Showalter (* 12. Februar 1942 in Delona, Minnesota; † 30. Dezember 2019 in Colorado Springs) war ein US-amerikanischer Militärhistoriker. Sein Werk Railroads and Rifles (1975) machte ihn in der Fachwelt zu einem der führenden Experten der deutschen Militärgeschichte.

## Leben
Seinen Bachelor erwarb er 1963 an der Saint John’s University (A.B.) in  Minnesota. An der University of Minnesota (A.M.) folgte 1965 der Master und 1969 bei Otto Pflanze der Ph.D. 1969 wurde er Assistant Professor to Professor am Colorado College in Colorado Springs, Colorado. 1997/98 war er Distinguished Visiting Professor und 2001/02 Mc Dermott Chair an der United States Military Academy in West Point, New York. 2005 hielt er die Harmon Memorial Lectures in Military History an der United States Air Force Academy und 2007 die Perspectives in Military History Lecture Series am United States Army War College.
Von 1997 bis 2001 war er Präsident der Society for Military History. Er war Gründungsherausgeber der Zeitschrift War in History, Schriftleiter der Oxford Bibliographies in Military History und Serienherausgeber der Modern War Studies (University of Kansas Press) und der Brassey’s Military Profiles. Außerdem beriet er die Encyclopedia Britannica und die Zeitschrift Military History Quarterly.
Sein Forschungsschwerpunkt war die deutsche Militärgeschichte. Mit seinem Werk The Wars of German Unification legte er die Summe seiner jahrzehntelangen Beschäftigung zu diesem Thema vor. Er starb Dezember 2019 im Alter von 77 Jahren.

## Auszeichnungen
Showalter erhielt mehrere Stipendien (u. a. Fulbright) und Preise:
- 1981: Moncado Prize, American Military Institute
- 1986: Burlington Northern Faculty Achievement Award
- 1992: Paul Birdsall Prize, American Historical Association
- 2000: Clio Award, Department of History, United States Air Force Academy
- 2002: Victor Gondos Memorial Service Award, Society for Military History
- 2005: Samuel Eliot Morison Prize, Society for Military History
- 2005: Gresham Riley Achievement Award, Colorado College
- 2007: Spencer Tucker Award for Outstanding Achievement in Military History, ABC-CLIO
- 2011: Lloyd E. Worner Teacher of the Year Award, Colorado College
- 2018: Pritzker Literature Award for Lifetime Achievement in Military Writing

## Schriften (Auswahl)
- mit Johannes Steinhoff und Peter Pechel: Voices from the Third Reich. An oral history. Regnery Gateway, Washington DC 1989, ISBN 0-89526-766-7
- The wars of Frederick the Great. Longman, London u. a. 1996, ISBN 0-582-06260-8. (Später als: Frederick the Great. A Military History. Revised edition, includes a new introduction and further reading material. Frontline Books, London 2012, ISBN 978-1-84832-640-8).
- Tannenberg. Clash of empires. Archon Books, Hamden CT 1991, ISBN 0-208-02252-X.
- Patton and Rommel. Men of War in the Twentieth Century. Berkley Books, New York NY 2004, ISBN 0-425-19346-2.
- The Wars of German Unification. Arnold, London 2004, ISBN 0-340-73210-5.
- mit William J. Astore: Hindenburg. Icon of German militarism. Potomac Books, Washington DC 2005, ISBN 1-57488-654-1.
- Hitler's Panzers. The Lightning Attacks that Revolutionized Warfare. Berkley Caliber, New York NY 2009, ISBN 978-0-425-23004-6.